# Anne Cathrine Collett
Anne Cathrine Collett (født 19. februar 1768, død 27. januar 1846) var en norsk-dansk godsejer, og en af Danmarks rigeste kvinder i sin tid.
Collett blev født ind i den velhavende Collett-familie af tømmerhandlere i Christiania (nu Oslo). Hendes forældre var Peter Collett (1740–86) af Buskerud og Maren Kirstine Holmboe (1745–68). Hun blev gift med Peter Nicolaj Arbo, der efterfølgende trådte ind i familiens firma, Collett & Søn. 
Parret flyttede herefter til København, hvor de boede i Peschierhuset på Holmens Kanal. I Danmark købte hendes mand landstedet Aldershvile nord for København og herregårdene Lundbygård og Oremandsgaard ved Præstø. Efter hans død i 1827 drev Collett godset med bistand fra grev Knuth.
Hun døde den 27. januar 1846. Uden nogen børn måtte hun overlade sit gods til sine nevøer Bernt Anker Collet og Peter Collett (1820-1860).

## Eksterne links
- Anne Cathrine Collett på geni.com